# Sasamón
Sasamón est une commune d'Espagne dans la communauté autonome de Castille-et-León, province de Burgos. Elle s'étend sur 113,11 km2 et comptait environ 1 170 habitants en 2011.